# ژاله کریمی
ژاله کریمی با نام حقیقی ژاله کاملی  از بازیگران زن ایرانی در فیلم‌های پیش از انقلاب ۱۳۵۷ ایران است. وی بیشتر به عنوان زوج هنری نصرت‌الله وحدت شناخته می‌شود.

## فعالیت هنری
ژاله کریمی پیش از فعالیت در سینما کارمند وزارت فرهنگ و هنر بود. آشنایی خانوادگی با نصرت الله وحدت منجر به بازی در اولین فیلم سینمای وی به نام «لج و لجبازی» در سال ۱۳۵۱ شد. آخرین حضور وی در سینما در فیلم «مشکل آقای اعتماد» بود که نوروز سال ۱۳۵۷ به اکران درآمد.

## فیلم‌شناسی
- مشکل آقای اعتماد (۱۳۵۶)
- یک اصفهانی در سرزمین هیتلر (۱۳۵۶)
- شوهر جونم عاشق شده (۱۳۵۵)
- نقص فنی (۱۳۵۵)
- عبور از مرز زندگی (۱۳۵۴)
- شوهر کرایه‌ای (۱۳۵۳)
- فرار از بهشت (۱۳۵۳)
- پسرخوانده (۱۳۵۲)
- خوشگذران (۱۳۵۲)
- کی دسته گل به آب داده؟ (۱۳۵۲)
- ناخدا با خدا (۱۳۵۲)
- تولدت مبارک (۱۳۵۱)
- لج و لجبازی (۱۳۵۱)